# Elasminae
Elasminae è una sottofamiglia di insetti della famiglia degli Eulofidi (Hymenoptera Chalcidoidea) comprendente circa 200 specie parassitoidi riunite nell'unico genere Elasmus.

## Descrizione
Gli Elasmini hanno un corpo dal profilo triangolare visto dal dorso. Il carattere morfologico più evidente è la forma delle coxe delle zampe metatoraciche, che si presentano ampie, circolari e appiattite in senso laterale. Le antenne sono brevi, con funicolo composto da 3 articoli nelle femmine. Le ali anteriori mostrano una vena marginale molto sviluppata in lunghezza, con vena stigmale e postmarginale piuttosto brevi. Altri elementi morfologici utili all'identificazione sono le setole che percorrono le tibie metatoraciche.

## Biologia
Gli Elasmini sono ectoparassiti primari di Lepidotteri, solitari o gregari, oppure iperparassiti di Imenotteri.

## Sistematica
La collocazione sistematica della sottofamiglia degli Elasmini è controversa: secondo alcuni Autori (Peck, Boucek, Hoffer) sarebbe da considerare come famiglia distinta (Elasmidae) e come tale è trattata in alcune fonti citate in bibliografia. Secondo Burks e Yoshimoto sarebbero da considerare come sottofamiglia degli Eulofidi. Secondo Gauthier e altri, alla luce di recenti analisi del genoma, sarebbe da riclassificare al rango di tribù nell'ambito della sottofamiglia degli Eulophinae.